# Un marito da vendere
Un marito da vendere (Love's Blindness) è un film muto del 1926 diretto da John Francis Dillon.

## Produzione
Il film fu prodotto dalla Metro-Goldwyn-Mayer (MGM) (controlled by Loew's Incorporated).

## Distribuzione
Distribuito dalla Metro-Goldwyn-Mayer (MGM), il film uscì nelle sale cinematografiche USA il 4 dicembre dopo una prima tenuta il 27 ottobre 1926. In Finlandia il film fu distribuito il 25 maggio 1928. In Italia fu distribuito dalla stessa MGM nel 1928.